# Steib Metallbau

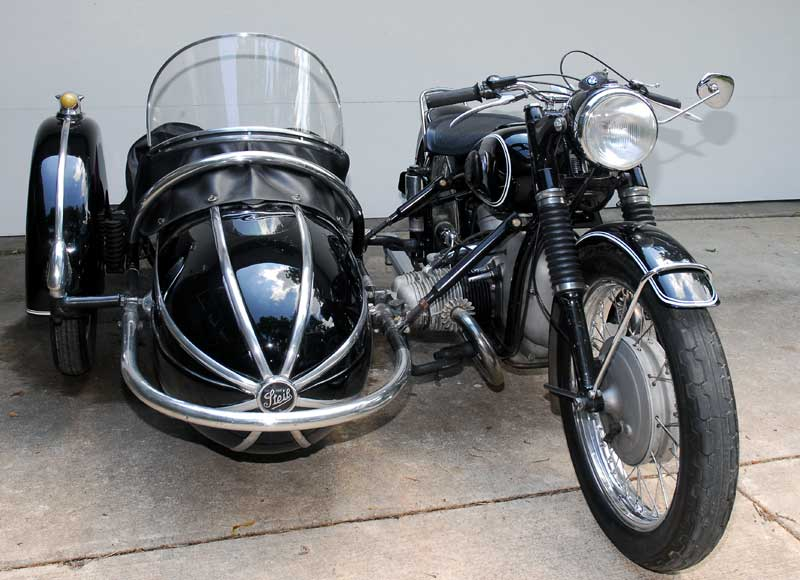
BMW R 68 (1954) mit Steib Seitenwagen Typ S 501 (1951)

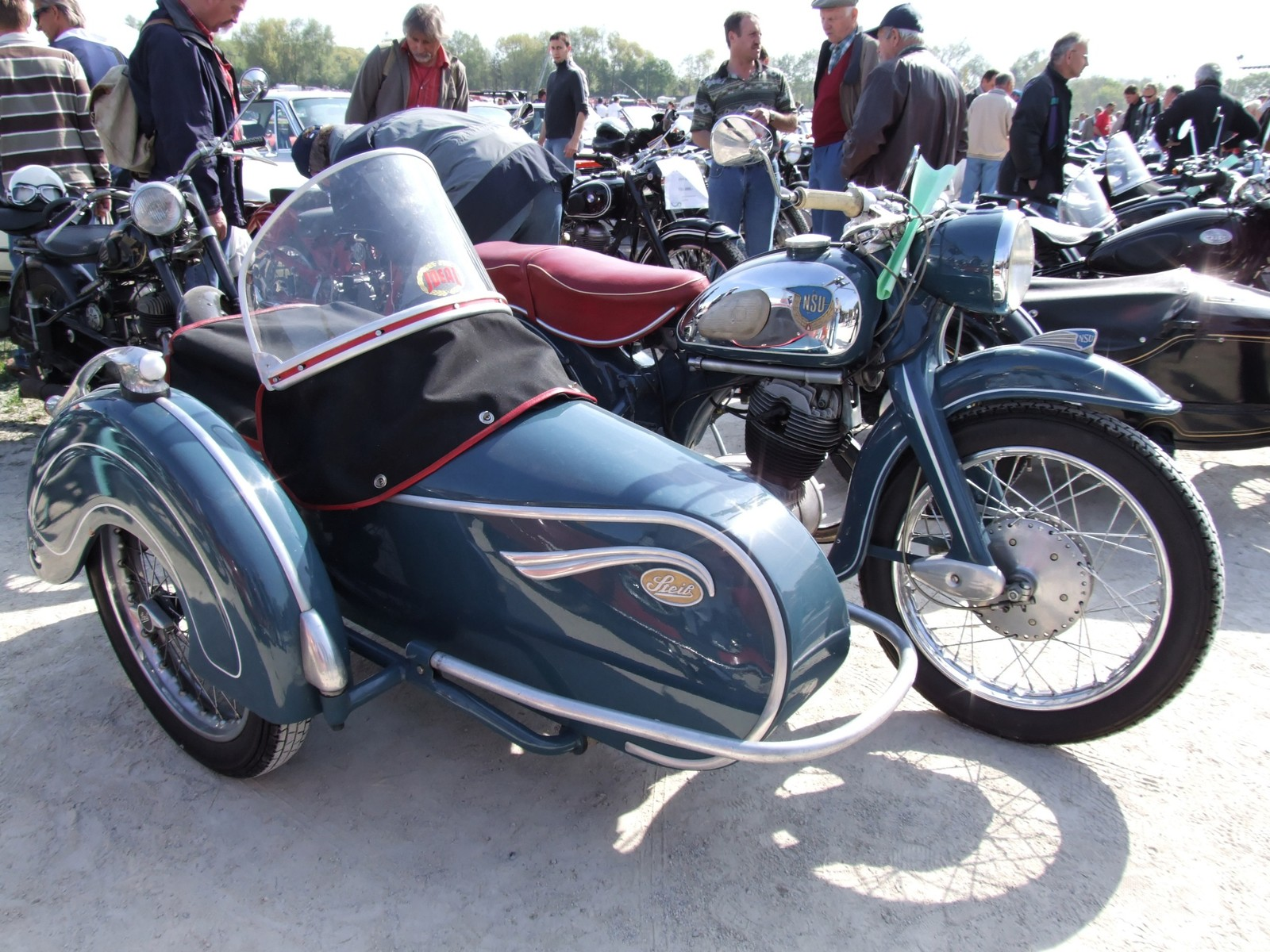
Steib Beiwagen Typ LS 200

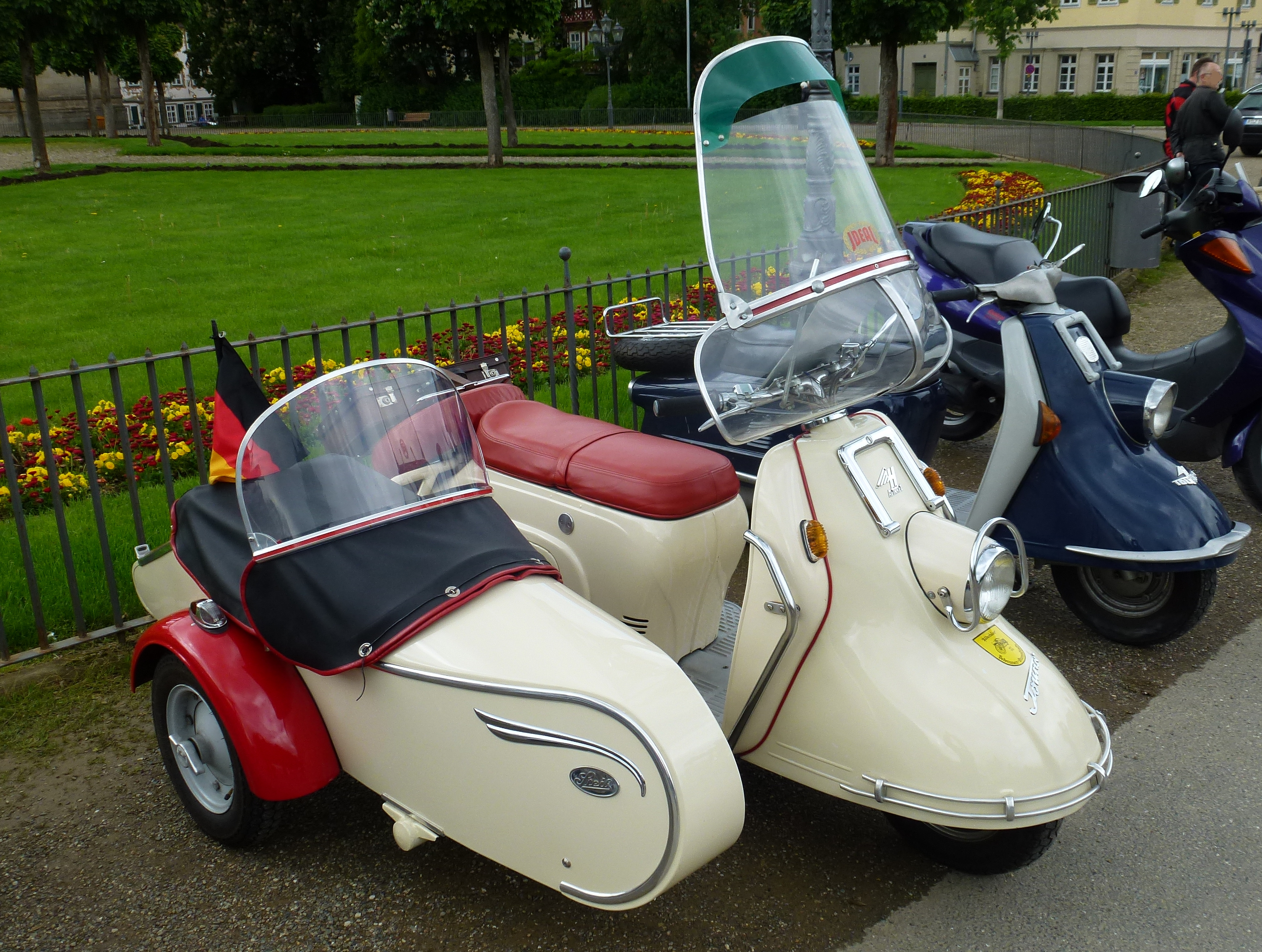
Heinkel Tourist mit Steib Beiwagen Typ Roller 1

Steib Metallbau aus Nürnberg (siehe auch Nürnberger Motorradindustrie) war ein deutscher Hersteller von Motorrad-Seitenwagen. Die Firma wurde von Josef Steib 1913 gegründet und existierte bis 1989. Steib war vor dem Zweiten Weltkrieg Weltmarktführer im Beiwagenbau.
Insbesondere in den 1950er-Jahren wurde mit dem Programm zunächst viel Geld verdient, als Steib 92 % des Seitenwagenmarktes in Deutschland bediente und BMW die Steib-Modelle serienmäßig mit anbot. Die Produktpalette umfasste unter anderem die Modelle LS 200 für Motorräder bis 200 cm², den LS 350 für Motorräder von 250 cm² bis 350 cm² und die Modelle S 500 L und TR 500 für Motorräder ab 500 cm².
Das Modell TR 500 wurde auch als "Behördenbeiwagen" bezeichnet und vor allem bei der Wehrmacht als Beiwagen für die Wehrmachtsgespanne verwendet. Der TR 500 diente auch als Vorbild für die in der Sowjetunion zahlreich gefertigten Beiwagen für die Motorräder der Marken Ural und Dnepr sowie die in China gebauten Changjiang-Motorräder. Der TR 500 dürfte mit seinen Nachbauten damit der meistgebaute Beiwagen weltweit sein.
1965 stellte Steib die Produktion von Seitenwagen ein und stieg auf Landmaschinenfertigung um.
1989 wurde die Fertigung eingestellt und die Gebäude wurden abgerissen.
Nachbauten der Steib-Beiwagen sind noch erhältlich.